# Алферєво (Мосальський район)
Алферєво (рос. Алферьево) — присілок в Мосальському районі Калузької області Російської Федерації.
Населення становить 46 осіб. Входить до складу муніципального утворення Присілок Людково.

## Історія
Від 2004 року входить до складу муніципального утворення Присілок Людково.

## Населення
| 2002 | 2010 |
| ---- | ---- |
| 62   | ↘46  |